# Toktogulská přehradní nádrž
Toktogulská přehrada (rusky Токтогульское водохранилище) je přehradní nádrž na území Džalalabadské oblasti v Kyrgyzstánu. Přehradní jezero má rozlohu 284 km². Je 65 km dlouhé a maximálně 12 km široké. Průměrná hloubka je 69 m a maximální 180 m. Má objem 19,5 km³.

## Vodní režim
Přehradní jezero na řece Naryn za hrází Toktogulské hydroelektrárny se začalo naplňovat v roce 1974. Úroveň hladiny kolísá v rozsahu 63 m. Reguluje dlouhodobé kolísání průtoku a zvyšuje garanci zásobování vodou pro zavlažované oblasti (ze 75 % na 90 %). Umožňuje navíc zavlažit přibližně 0,5 mil ha území.